# Sar Kat
Sar Kat (persiska: سر كت) är en ort i Iran.   Den ligger i provinsen Mazandaran, i den norra delen av landet, 180 km nordost om huvudstaden Teheran. Sar Kat ligger 393 meter över havet och antalet invånare är 210.
Terrängen runt Sar Kat är kuperad. Runt Sar Kat är det ganska tätbefolkat, med 111 invånare per kvadratkilometer. Närmaste större samhälle är Sari, 19,2 km nordväst om Sar Kat. I omgivningarna runt Sar Kat växer i huvudsak blandskog.